# Leyte

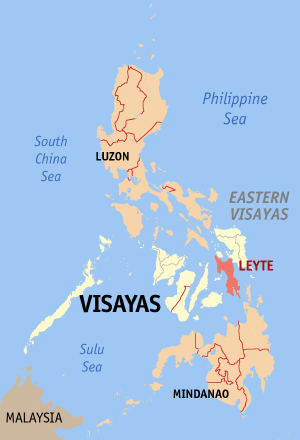
Localizarea insulei în Filipine

Leyte (/ˈleɪtɛ/) este o insulă care face parte din arhipelagul Visayas din Filipine. Administrativ, este împărțită în două provincii: Leyte de Nord și Leyte de Sud. Cel mai mare oraș este Tacloban.